# Dhammayazika

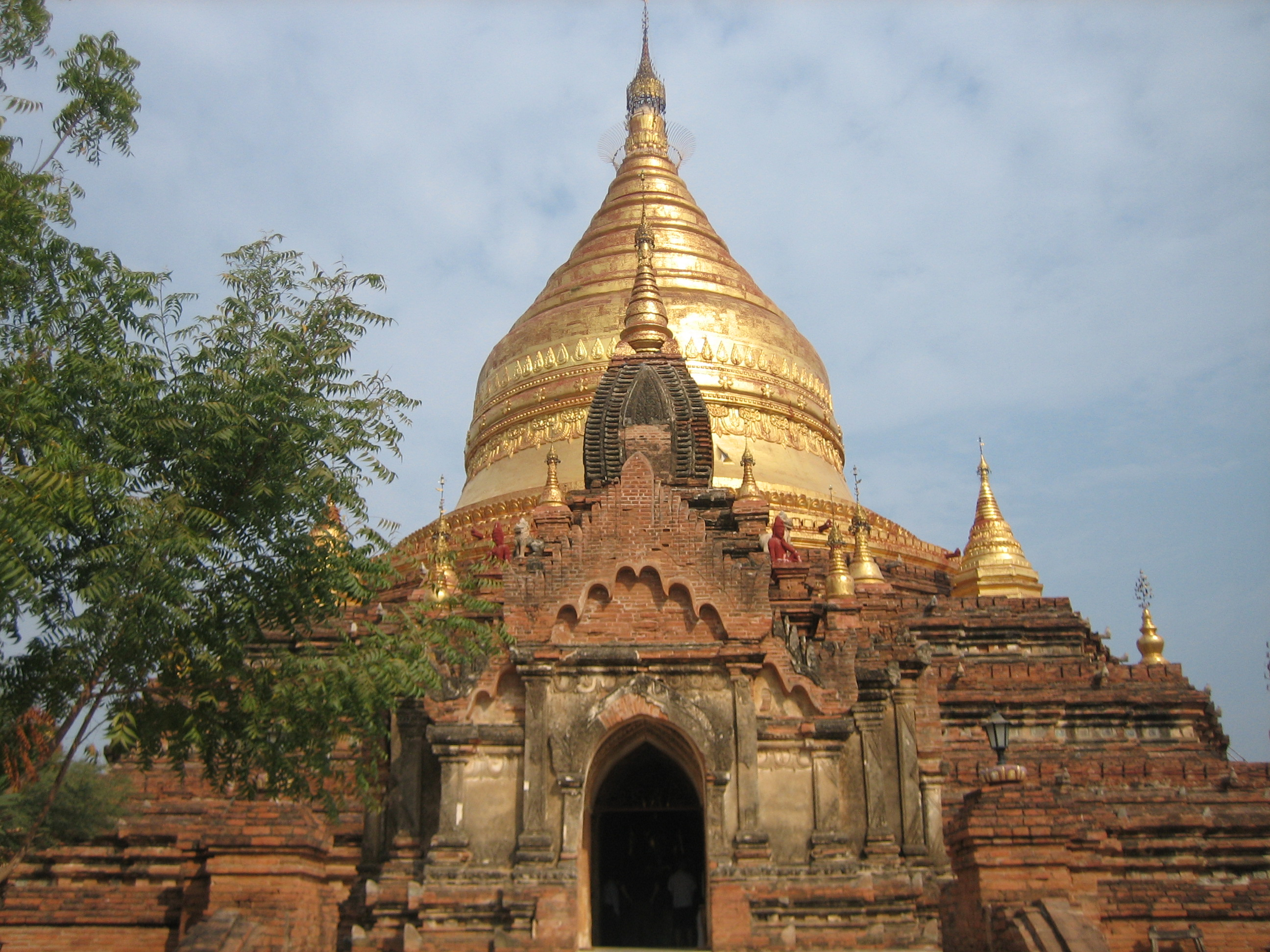
O Pagode de Dhammayanzika em 2008

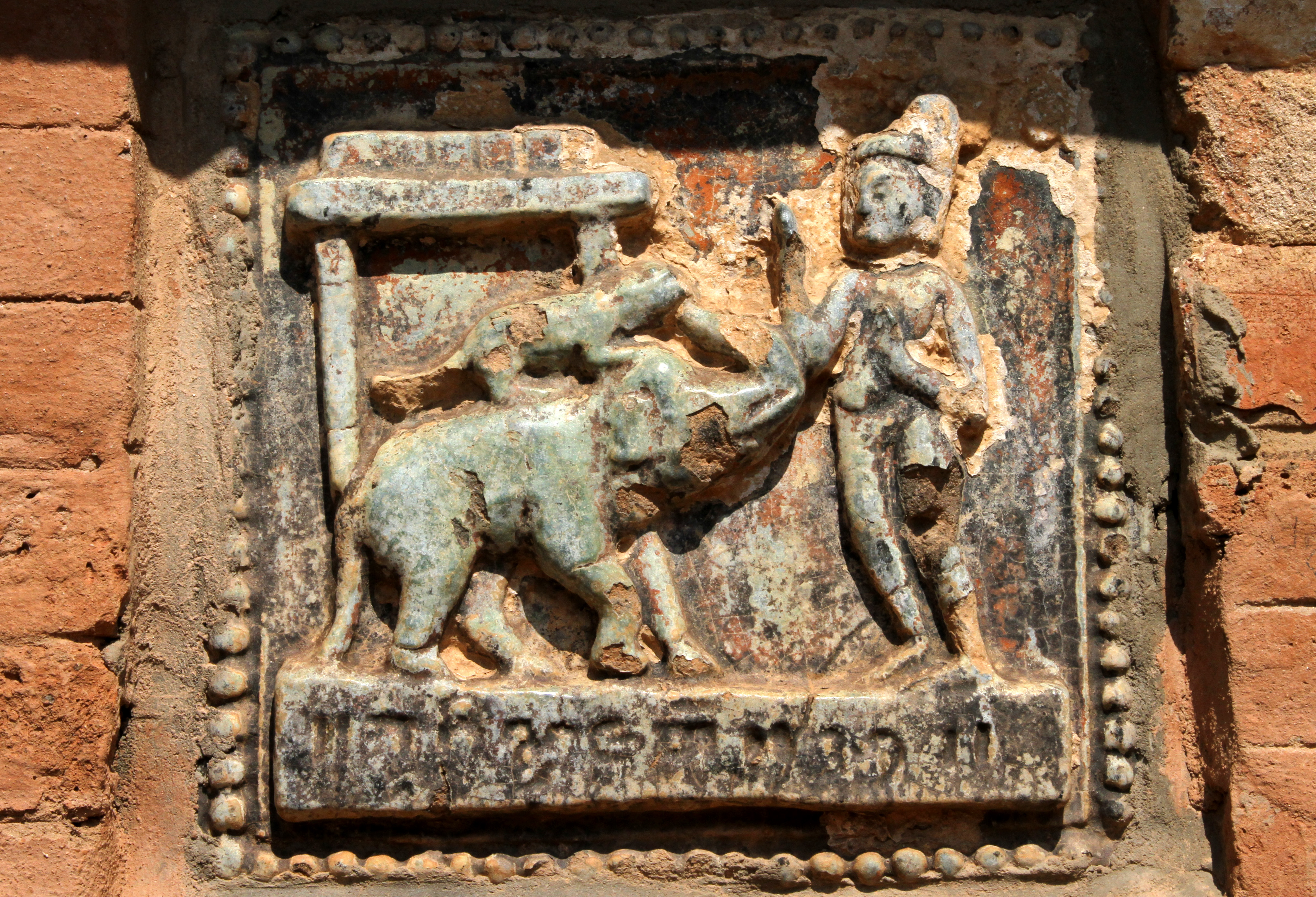
Azulejo em terracotta ilustrando cena do Jataka

Dhammayazika é um templo Budista localizado na aldeia de Pwasaw (a sudeste de Pagã) na Birmânia. Ele é um dos 2200 templos que existem em Bagan.
Foi construído em 1196 durante o reinado do rei Narapatisithu, e sua construção levou apenas dois anos, foi também um dos últimos grandes templos construídos na região.
Devido as invasões de mongóis, a capital mudou-se para Ava na primeira metade do século XIV e o templo foi abandonado até a sua completa renovação nos anos 1990.
Inscrições citam que o rei  recebeu quarto relíquias sagradas do rei de Sri Lanka e construiu a pagoda para guardar elas.
O pagode é circular mas a sua base e diferente dos normais pagodes por possuir cinco lados e não os normalmente quatro,  Pagodes pentagonais são encontrados somente na Birmânia, este quinto lado adicionado ao normal templo de quatro lados e um tributo para a quinta divindade budista, Metaiaque, o Buda que virá, os outras quatro lados são dedicados ao histórico Buda Gautama e aos seus três antecessores, Cacusanda, Conagamana e Cassapa. Estes 5 Budas talvez foram adorados no período Piu, como sugerem duas estelas de pedra encontradas no pagode mostrando os cinco budas sentados juntos.
Numerosas trilhas levam ao pagoda e ele é majestoso visto de qualquer ângulo, especialmente nas primeiras horas da manhã ou no fim da tarde.
Cinco pequenos templos, cada um contendo uma imagem do Buda rodeiam os terraços da pagoda.
O matérial utilizado para sua construção foi o tijolo, e seus três terraços contêm azulejos em terracotta ilustrando cenas do Jataka.